# 主客合一
主客合一（しゅかくごういつ）とは西田幾多郎によって提唱された哲学の概念。個々の人間としての主体が客体を認識する場合にそれと合一するようなことを言う。主客合一となる場合には、人間というのは純粋経験が最も大きくもっとも深く現れた状態ということでもあり、これが愛している状態でもあるわけである。愛するということが主客合一となるというのは、愛するというのは自身が対象と合一するということであり、たとえばある人間が花や月や子供を愛するというのは、その人間はそれらと合一している状態であるためである。そして主客合一となっている状態ならば、主体にとって客体というのが独立した状態であったとしても、客体に利害が発生したならばそれは主体にとっての利害としても感ぜられるということである。